# Bluffton, Indiana
Bluffton este o localitate, municipalitate și sediul comitatului Wells, statul Indiana, Statele Unite ale Americii.